# Druk płaski
Druk płaski – jedna z podstawowych technik druku, obok druku wklęsłego i wypukłego, stosowana w technikach graficznych i poligraficznych. Forma drukowa w druku płaskim charakteryzuje się tym, że jest równa, to znaczy miejsca drukujące i niedrukujące znajdują się na tym samym poziomie. Ogólnie techniki druku płaskiego dzieli się na dwa rodzaje:
- metoda bezpośrednia (np. litografia, światłodruk) – forma drukowa styka się bezpośrednio z podłożem drukowym
- metoda pośrednia (np. offset) – obraz drukowy przenoszony jest z formy drukowej na element pośredniczący, a dopiero z niego na podłoże drukowe.

W litografii (jest to odmiana grafiki warsztatowej, czyli odmiana artystycznej formy druku) formą drukową jest kamień litograficzny. Technika ta wykorzystuje zjawisko fizykochemiczne przyciągania lub odpychania cząsteczek wody. Na formie drukowej wykonuje się rysunek tłustym tuszem (lub kredką), a następnie zwilża wodą, która zatrzymuje się na miejscach niezatłuszczonych (niedrukujących). W czasie druku farba przylega tylko do miejsc zatłuszczonych i tylko te miejsca odbijają się na papierze. Wynalazcą litografii jest Alojz Senefelder.
We współczesnym przemyśle poligraficznym zasady podobne do litografii wykorzystywane są w technice offsetowej, która wykorzystuje właściwości oleofilowe (a co za tym idzie, hydrofobowe) miejsc z obrazem drukowym oraz właściwości dokładnie odwrotne (oleofobowe i hydrofilowe) miejsc pozbawionych tego obrazu.
Przemysłową techniką druku płaskiego o ograniczonym zastosowaniu jest światłodruk. Matrycę w światłodruku stanowi płyta ze szkła lub metalu, powleczona warstwą kopiową (najczęściej żelatyny uczulonej dichromianem amonu lub potasu) z wytworzonymi w niej, za pomocą procesów fotochemicznych, miejscami drukującymi i niedrukującymi. Charakterystyczną cechą światłodruku jest brak rastra.